# Concorso Musicale Internazionale José Iturbi
Il Concorso Musicale Internazionale José Iturbi è un concorso musicale intitolato al virtuoso del pianoforte spagnolo José Iturbi. È stato fondato dalla Fondazione José Iturbi nel 2007 e si svolge presso l'Università della California, Los Angeles. La competizione ha due percorsi: uno per pianisti e l'altro per cantanti d'opera. La gara è aperta a pianisti e cantanti di tutte le nazionalità tra i 17 ei 35 anni. La cofondatrice del concorso, Donelle Dadidgan, è la fondatrice del Museo di Hollywood ed è la figlioccia di José Iturbi. Inizialmente tenuto annualmente dal 2007 al 2010, il prossimo concorso è stato programmato nel 2013.

## Premi
Premi in denaro vengono assegnati ai vincitori, 50000 $ vanno ai vincitori del primo premio nelle gare per pianoforte e voce. Il concorso assegna anche il "Premio spagnolo", il "Premio americano" e il "Premio della scelta del pubblico".

## Giudici
La competizione ha giudici separati per le sezioni di pianoforte e voce. I seguenti sono stati i giudici per il concorso 2010:

### Pianoforte
I pianisti da concerto Daniel Pollack (presidente) e Ilana Vered, i direttori d'orchestra Jorge Mester e Lalo Schifrin e il critico musicale del Los Angeles Times Mark Swed.

### Voce
L'ex direttore della divisione vocale del Columbia Artists Management Matthew Epstein (presidente) ed i cantanti lirici David Daniels, Marilyn Horne, Carol Vaness e Peter Kazaras.

## Vincitori del premio in passato

### Pianoforte
- 2007 Rufus Choi
- 2008 Maria Kim
- 2009 Dmitri Levkovich
- 2010 Stanislav Khristenko

### Voce
- 2007 Karen Slack, soprano
- 2008 Angela Meade, soprano
- 2009 Leah Crocetto, soprano
- 2010 Sasha Cooke, mezzosoprano